# Carl Christian von Tettau
Carl Christian von Tettau (* 19. Mai 1681 in Reinhardtsgrimma; † 12. Juli 1747 in Dresden) war königlich-polnischer und kurfürstlich-sächsischer Oberberghauptmann, der sich um das sächsische Berg- und Hüttenwesen außerordentlich verdient gemacht hat.

## Leben
Er war der Sohn des Kammerherrn Christoph Friedrich von Tettau. In Freiberg wurde er ab 1703 von Abraham von Schönberg im Bergwesen unterrichtet. Nach mehreren Bildungsaufenthalten im Ausland erfolgte 1709 seine Ernennung zum Bergkommissionsrat. 1730 wurde er zum Oberberghauptmann ernannt. Drei Jahre später schied er aus dem aktiven Berufsleben aus, um sich seinen Liebhabereien und Sammlungen zu widmen. Er vermachte nach seinem Tod den Bergstädten Annaberg, Schwarzenberg, Johanngeorgenstadt und Schneeberg (Erzgebirge) des oberen Erzgebirges ein Kapital von 1100 Meißnischen Gulden. Außerdem hatte er in seinem Testament von 1745 verfügt, dass alle Bücher über das Bergwesen in seiner Privatbibliothek, der Universität Leipzig vermacht werden sollen.